# 武田寿
武田 寿（たけだ ひさし、1894年（明治27年）4月16日 - 1967年（昭和42年）8月2日）は、大日本帝国陸軍軍人。最終階級は陸軍中将。功四級

## 経歴
1894年（明治27年）に長野県で生まれた。陸軍士官学校第28期、陸軍大学校第38期卒業。1938年（昭和13年）6月に歩兵第24連隊長に就任し、7月に陸軍歩兵大佐に進級した。1939年（昭和14年）南支那方面軍隷下の第18師団参謀長になり、日中戦争に出動。
1942年（昭和17年）7月に陸軍少将に進級し、同年12月に第53歩兵団長に転じる。1943年（昭和18年）に第1野戦根拠地隊司令官を経て、1945年（昭和20年）3月に参謀本部附となり、同年4月に陸軍中将に進級。同年7月に第355師団長に親補され、兵庫県姫路で部隊編成中に終戦を迎えた。
1947年（昭和22年）11月28日、公職追放仮指定を受けた。